# El bandido generoso
El bandido generoso es una película española de comedia estrenada en 1954, dirigida por José María Elorrieta y protagonizada en los papeles principales por Manolo Morán y Antoñita Moreno.

## Sinopsis
Por orden del hijo del alcalde de un pequeño pueblecito andaluz, un sacristán es contratado para disfrazarse de Bandolero de Sierra Morena y así atraer al turismo. Aunque el plan es un caos al principio, acaba funcionando y todo el mundo va al pueblo.

## Reparto
- Manolo Morán
- Tomás Zori
- Fernando Santos
- Manolo Codeso
- Antoñita Moreno
- Irene D'Astrea
- Carmen Macarena
- Gustavo Re
- Beni Deus
- José Álvarez "Lepe"
- Luis Heredia
- Elvira Zori
- Vicente Gómez Bur
- Fernando Carmona
- Rosario Royo
- Luis Pérez de León
- Blanca Suárez
- Pedro Peña
- Odón Corcobado
- Juanito Díaz
- Elvira Díaz
- Valeriano Andrés
- Laura Alcoriza
- Antonio Díaz del Castillo
- Ángel Falquina
- Ignacio de Paul
- José Toledano
- Concha Velasco